# (1135) Colchis
1135 Colchis; anomenat provisionalment: 1929 TA ) és un asteroide sense família de la regió central del cinturó d'asteroides. Va ser descobert el 3 d'octubre de 1929 per l'astrònom soviètic Grigory Neujmin a l'Observatori de Simeiz de la península de Crimea. L'asteroide de tipus X té un període de rotació de 23,5 hores i mesura aproximadament 49 quilometres (30 milles) de diàmetre. El seu nom deriva de l'antic Regne de Còlquida.

## Òrbita i classificació
Colchis és un asteroide sense família del del cinturó principal, fet que es determina al aplicar el mètode d'agrupació jeràrquica als seus elements orbitals. Es troba al cinturó principal central d'asteroides a una distància entre 2,4-3,0 ua del Sol i hi completa una revolució al voltant un cop cada 4 anys i 4 mesos (1.589 dies; semieix major 2,67 ua). La seva òrbita té una excentricitat de 0,12 i una inclinació de 5 ° respecte a l'eclíptica. L'asteroide es va observar per primera vegada amb la denominació A911 MJ a l'Observatori de Johannesburg el juny de 1911. L'arc d'observació del cos començà a l'Observatori Lowell el setembre de 1929, o bé quatre dies abans del seu descobriment oficial a Simeiz.

## Denominació
Aquest planeta menor va rebre el nom de l'antic Regne de Còlquida, que limitava amb el mar Negre al sud de les muntanyes del Caucas, en els territoris que actualment formen part de Geòrgia. La denominació es troba esmentada a Els noms dels planetes menors de Paul Herget el 1955.

## Característiques físiques
A la classificació espectral dels asteroides, Colchis és classificat com un asteroide del subtipus Xk, en transició entre els asteroides de tipus X i K. Per contra, el Wide-field Infrared Survey Explorer el caracteritza com un asteroide primitiu de tipus P.

### Període de rotació
El març de 2001, es va obtenir una corba de llum rotacional de Colchis a partir de les observacions fotomètriques de Robert Stephens. L'anàlisi de la corba de llum va donar un període de rotació de 23,47 hores amb una variació de brillantor de 0,45 magnituds.El setembre de 2016, l'astrònom aficionat francès Patrick Sogorb va mesurar un període idèntic i una variació de brillantor de 0,46 magnituds. Un període similar de 23,41 hores amb una amplitud de 0,33 magnituds va ser obtingut pels astrònoms de la Palomar Transient Factory el gener de 2014.

### Pols
El 2016, dues corbes de llum modelades utilitzant dades fotomètriques de la base de dades fotomètrica de Lowell (LPD) i d'altres fonts, van donar un període concurrent de gir de 23,4827 i 23,4830 hores, respectivament. Cada corba de llum modelada també va determinar dos eixos de gir de (139,0°, −58,0°) i (330,0°, −81,0°), així com (7,0°, −54,0°) i (168,0°, −56,0°) en coordenades eclíptiques (λ, β), respectivament.

### Diàmetre i albedo
Segons les observacions del satèl·lit astronòmic infraroig IRAS, el satèl·lit japonès Akari i la missió NEOWISE del telescopi WISE de la NASA, Colchis mesura entre 45,341 i 50,64 quilòmetres de diàmetre i la seva superfície té una albedo d'entre 0,05 i 0,068.
El Collaborative Asteroid Lightcurve Link en calcula una albedo de 0,0437 i un diàmetre de 50,50 quilòmetres basats en una magnitud absoluta de 10,5.